# Ntim Gyakari
Ntim Gyakari (décédé en 1701) est le dernier dirigeant indépendant du royaume Denkyira, un État situé dans les limites du Ghana moderne. Il est le frère d'Owusu Akoto qui emmène plus tard la famille dans le royaume d'Ebrosa en exil, ce qui finira par former une variante du dialecte Agni, Indenie-Djuablin.

## Biographie

### Jeune roi contesté
Selon les témoignages de la tradition orale récoltés au XIXe siècle par Carl Christian Reindorf, Ntim Gyakari pourrait être le fils illégitime d'Osei Tutu I. En effet, lors du séjour du prince Osei Tutu à la cour de Denkyira, une transgression sexuelle le pousse à se réfugier à la cour du Royaume d'Akwamu. L'hypothèse serait qu'il ait mis enceinte la nièce du roi Boamponsem et que le fils de cette liaison soit Ntim Gyakari. L'hypothèse reste considérée probable et, en tant que seul héritier, Ntim Gyakari accède au trône de Denkyira à la mort de Boamponsem en 1694.
D'après McCaskie, Ntim Gyakari serait un « jeune homme capricieux avec un jugement hasardeux ». De plus, son lignage est contesté et plusieurs chefs estiment qu'il ne possède pas le rang royal prévu par la tradition clanique de l'asubua.
Plusieurs sujets de Denkyira tournent le dos au nouveau roi et proposent leur service à la confédération qui se forme autour de l'État de Kwaaman. De plus, Ntim Gyakari s'oppose à la guerre dans laquelle Osei Tutu s'est engagé sans sa permission contre Domaa, des vassaux de Denkyira. Le fait que l'État de Kwaaman devienne un refuge pour les opposants politiques de Ntim Gyakari renforce d'autant plus les tensions. En conséquence, il décide de mettre en place des sanctions.
Selon le mythe, le trône (Dwa) de Denkyira est fait d'argent, tandis que le trône d'Osei Tutu est fait d'or. Ces trônes représentent l'esprit de la nation, et le matériau qui les constitue représente leur rang. Ntim Gyakari aurait également demandé à un prêtre de se battre contre les forces magiques d'Okomfo Anokye qui permettait à son ennemi d'obtenir les faveurs des dieux.

### Conflit avec la confédération ashanti
L'une de ses premières actions est d'augmenter ses demandes de tributs à ses voisins du nord. Il fait parvenir trois messagers et demande au nouveau roi de Kwaaman, Osei Tutu, à la tête d'une confédération d'État, « de remplir un bassin de cuivre de poudre d'or et d'envoyer chacun leur épouse favorite et leur mère au Denkyira » en guise de tribut. 
Cette situation accélère la formation de la confédération ashanti qui s'oppose au règne de Ntim Gyakari et lui déclare la guerre. La campagne de répression menée par Ntim Gyakari débute favorablement car les armées de la confédération ne sont pas prêtes. Cependant, Ntim Gyakari est tué lors de la bataille de Feyiase en 1701. Le mythe prétend même qu'il est en réalité tué dans sa tente, par surprise, alors qu'il jouait à l'awalé avec une de ses femmes, sans se soucier du déroulement de la bataille. D'après Thomas McCaskie, cela correspond à un mythe construit pour jeter le déshonneur sur un roi qui serait mort sans se battre, ce qui est gravement contraire aux coutumes. Après son décès, Osei Tutu fait installer son neveu, Boadu Akafu, à la tête du royaume de Denkyira qui devient sujet de l'empire Ashanti.

## Postérité
Le nom de Ntim Gyakari est devenu un tabou au Denkyira. Son corps est démembré et transformé en reliques distribuées entre les chefs de la confédération ashanti.